# Marsannay-le-Bois
Marsannay-le-Bois település Franciaországban, Côte-d’Or megyében. Lakosainak száma 842 fő (2022. január 1.). Marsannay-le-Bois Gemeaux, Norges-la-Ville, Savigny-le-Sec, Chaignay, Clénay, Épagny és Flacey községekkel határos.

## Népesség
A település népességének változása:
| Lakosok száma | 311  | 522  | 592  | 718  | 823  | 832  | 840  | 843  | 841  | 842  |
|               | 1968 | 1982 | 1990 | 2006 | 2013 | 2015 | 2017 | 2019 | 2020 | 2022 |